# جورج غيلبرت هوسكينز
جورج غيلبرت هوسكينز هو سياسي أمريكي، ولد في 24 ديسمبر 1824 في Bennington, New York ‏ في الولايات المتحدة، وتوفي في 12 يونيو 1893 في قرية أتيكا في الولايات المتحدة. نشط حزبياً في الحزب الجمهوري. وقد انتخب عضو مجلس النواب الأمريكي ‏.